# Challenger of Dallas 2012
Il Challenger of Dallas 2012 è stato un torneo professionistico di tennis maschile giocato sul cemento. È stata la 14ª edizione del torneo che fa parte dell'ATP Challenger Tour nell'ambito dell'ATP Challenger Tour 2012. Si è giocato a Dallas negli USA dal 6 al 12 febbraio 2012.

## Partecipanti

### Teste di serie
| Nazionalità | Giocatore          | Ranking* | Testa di serie |
| ----------- | ------------------ | -------- | -------------- |
| Stati Uniti | Ryan Sweeting      | 76       | 1              |
| Belgio      | Steve Darcis       | 84       | 2              |
| Stati Uniti | Sam Querrey        | 89       | 3              |
| Germania    | Tobias Kamke       | 91       | 4              |
| Stati Uniti | Wayne Odesnik      | 112      | 5              |
| Sudafrica   | Izak van der Merwe | 118      | 6              |
| Stati Uniti | Rajeev Ram         | 151      | 7              |
| Lituania    | Ričardas Berankis  | 154      | 8              |

- Ranking al 30 gennaio 2012.

### Altri partecipanti
Giocatori che hanno ricevuto una wild card:
- Brian Baker
- Jack Sock
- Sam Querrey
- Rhyne Williams

Giocatori passati dalle qualificazioni:
- Carsten Ball
- Chris Eaton
- Vladimir Obradović
- Clément Reix

## Campioni

### Singolare
Jesse Levine ha battuto in finale  Steve Darcis con il punteggio di 6–4, 6–4

### Doppio
Chris Eaton /  Dominic Inglot hanno battuto in finale  Nicholas Monroe /  Jack Sock con il punteggio di 6(6)–7, 6–4, [19–17]